# رون هورسلي
رون هورسلي (بالإنجليزية: Ron Horsley)‏ هو لاعب اتحاد الرغبي نيوزيلندي، ولد في 4 يوليو 1932 في ويلينغتون في نيوزيلندا، وتوفي في 20 ديسمبر 2007 في روتوروا في نيوزيلندا.

## وصلات خارجية
- رون هورسلي عل موقع إسبنسكروم (الإنجليزية)